# Мікродобриво бор
Мікродобриво бор (рос. микроудобрение бор) — висококонцентрований розчин бору в доступній для рослин формі — боретаноламін, що використовується для позакореневого підживлення культур, чутливих до нестачі елемента.

## Культури, чутливі до нестачі бору
До бор-чутливих культур відносяться: цукровий буряк, ріпак, соя, соняшник, бобові, фруктові дерева, овочі та інші. Для ріпака, недостача бору проявляється в хлорозі листя, зменшенні кількості насіння і стручків на рослині, і в підсумку — в зменшенні урожайності і виходу олії з одиниці площі.

## Функції бору в рослині пов'язані з наступними процесами
- метаболізм вуглеводів і транспортування цукрів рослинними мембранами;
- синтез нуклеїнових кислот (ДНК і РНК) і фітогормонів;
- утворення клітинних стінок;
- розвиток рослинних тканин (передбачається участь його як агента транспортування).[3]

## Чому мікроелемент бор є необхідним для рослини?
Бор сприяє більш ефективному використанню кальцію і підсилює утворення бульбашок на коренях бобових. Також часто ігнорують те, що бор потрібен рослинам протягом всього періоду вегетації, адже саме він регулює синтез і транспорт вуглеводів, ростових речовин і аскорбінової кислоти від листя до органів плодоношення і коріння. Завдяки йому рослини раніше зацвітають і дають насіння, до того ж насіннєва продуктивність різко підвищується. А ще бор зміцнює рослини — рівень ураження хворобами відчутно знижується. Жоден з процесів обміну речовин не відбувається без участі цього життєво важливого для рослин мікроелемента.

## Актуальність використання мікродобрива бор для позакореневого підживлення
Бор, аналогічно калію, практично не реутелізуєтся в рослинах. Він не здатний перерозподілятися між старими і молодими органами. Перші, нижні, листя не віддають зекономлений і накопичений бор верхнім, молодим, а також він не надходить до точок росту. Найбільш явно і активно недолік цього елементу виявляється саме в верхніх ярусах рослини. Тому використання бору у вигляді мікродобрива є ондим з найбільш економічно вигідних, ефективних та швидких засобів забезпечення рослини цим мікроелементом.
Найчастіше дефіцит бору спостерігається на карбонатних, заболочених, а також провапнованих ґрунтах, посилюється в умовах посухи і надмірного внесення азотних добрив або вапна

## Позитивні наслідки використання мікродобрива бор
Завдяки своїм властивостям, добриво мікродобриво бор забезпечує рослини бором за короткий час. Сприяє збільшенню кількості квіток на рослині, покращенню процесу запилення та знижує їх абортивність, підвищує розвиток репродуктивних органів. Попереджує розвиток фізіологічних хвороб (хлороз, гниль серцевини коренеплодів, деформація листя та ін.) Бор регулює вміст сахарози в коренеплодах, тому додаткове підживлення вирощуваних культур мікродобривом бор має вирішальне значення, як для збільшення урожаю коренеплодів, так і для підвищення вмісту цукру. Сприяє підвищенню імунітету у рослин, покращенню якісних та кількісних показників урожаю. Подовжує термін зберігання продукції.

## Наслідки нестачі бору
Низька забезпеченість рослин бором призводить до порушення анатомічної будови рослин, слабкого розвитку ксилеми, роздробленості флоеми основний паренхіми і дегенерації камбію. Коренева система розвивається слабо, уражається гнилями, бактеріозом і іншими кореневими хворобами.
НЕСТАЧА БОРУ восени на ріпаку призводить до ЗНИЖЕННЯ ВРОЖАЮ до 30%. Імовірність перезимівлі знижується в рази.
⠀Основні СИМПТОМИ нестачі бору:
РОЗКОЛИ в стеблах.
ДРІБНІ, ДЕФОРМОВАНІ, ЛАМКІ листки з НЕКРОТИЧНИМИ плямами.
ПОРОЖНИСТІ коричневі УРАЖЕННЯ в основі стебла.
ЗАКРУЧЕНА листова пластинка в напрямку центральної жилки із забарвленням краю у ФІОЛЕТОВИЙ колір.
НИЗЬКОРОСЛІ рослини.
⠀Особливо уважно контролювати вміст бору треба на ПІЩАНИХ, ЛУЖНИХ ґрунтах, ґрунтах з НИЗЬКИМ ВМІСТОМ ОРГАНІЧНОЇ РЕЧОВИНИ та в періоди ПОСУХИ, оскільки в таких умовах дефіцит елемента посилюється.
⠀Часто, розрізнити нестачу бору неможливо, оскільки, на ранніх стадіях, деякі симптоми схожі на дефіцит інших елементів.
⠀Не потрібно чекати, допоки настануть візуальні ознаки “голодування” рослин, тому що в такому випадку “потяг вже пішов” - відбулися втрати врожаю.
Краще діяти завчасно, аналізуючи стан рослин та вносити корективи в систему живлення.
⠀Отримати безкоштовну консультацію з борного живлення ріпаку:
068-143-26-16 (Олександр Русін)